# 14. ročník udílení Critics' Choice Movie Awards
14. ročník udílení Critics' Choice Movie Awards se konal 8. ledna 2009 v Civic Auditorium v Santa Monice v Kalifornii. Speciální ocenění Joela Siegela obdržel herec Richard Gere. Nejvíce nominací získaly filmy Podivuhodný případ Bejamina Buttona a Milk, celkem 8.
Nejvíce cen získal film Milionář z chatrče, celkem 5. Po dvou cenách si domů odnesly sošky filmy Temný rytíř a Milk.

## Vítězové a nominovaní

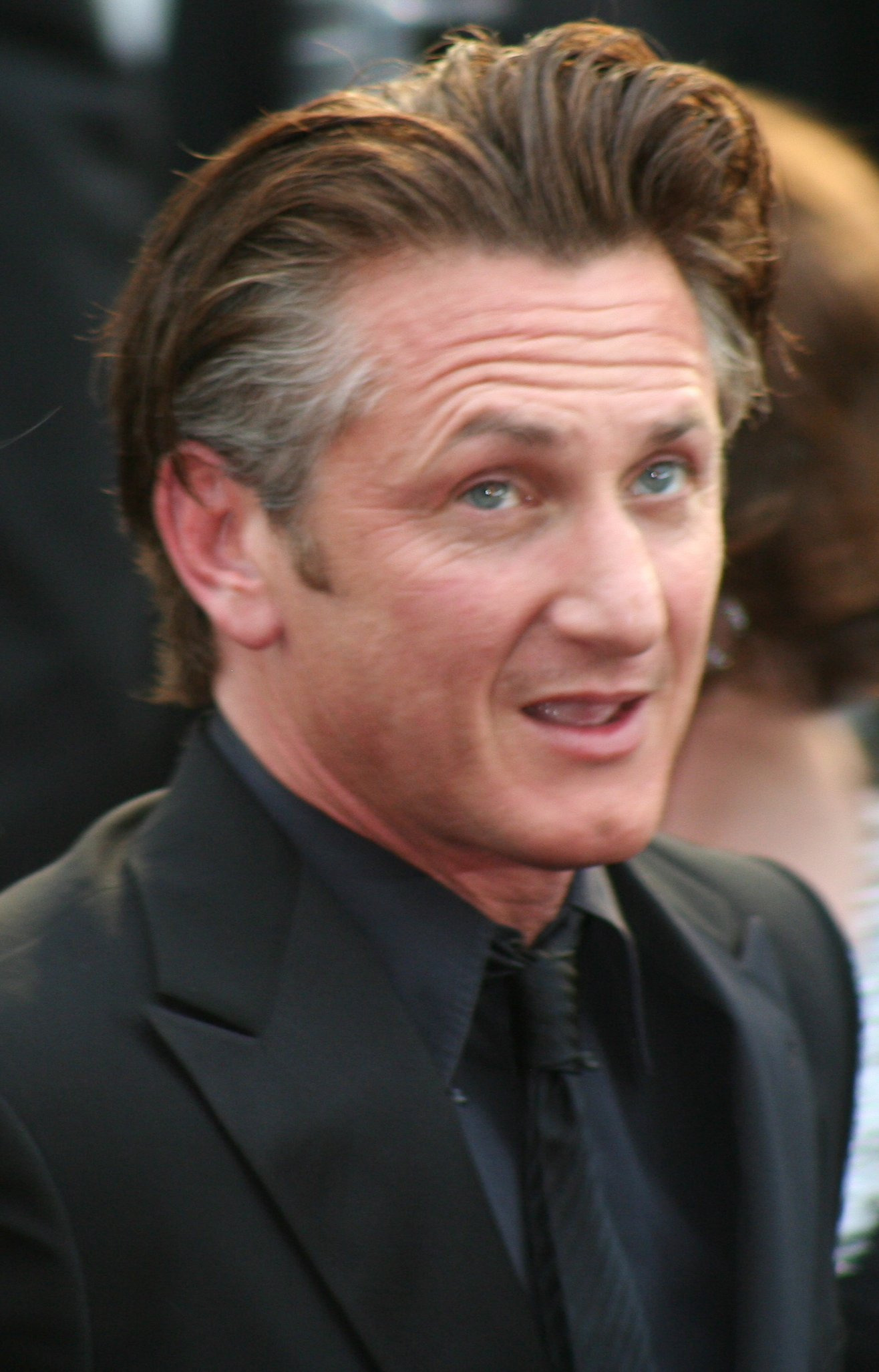
Sean Penn, vítěz v kategorii nejlepší mužský herecký výkon v hlavní roli

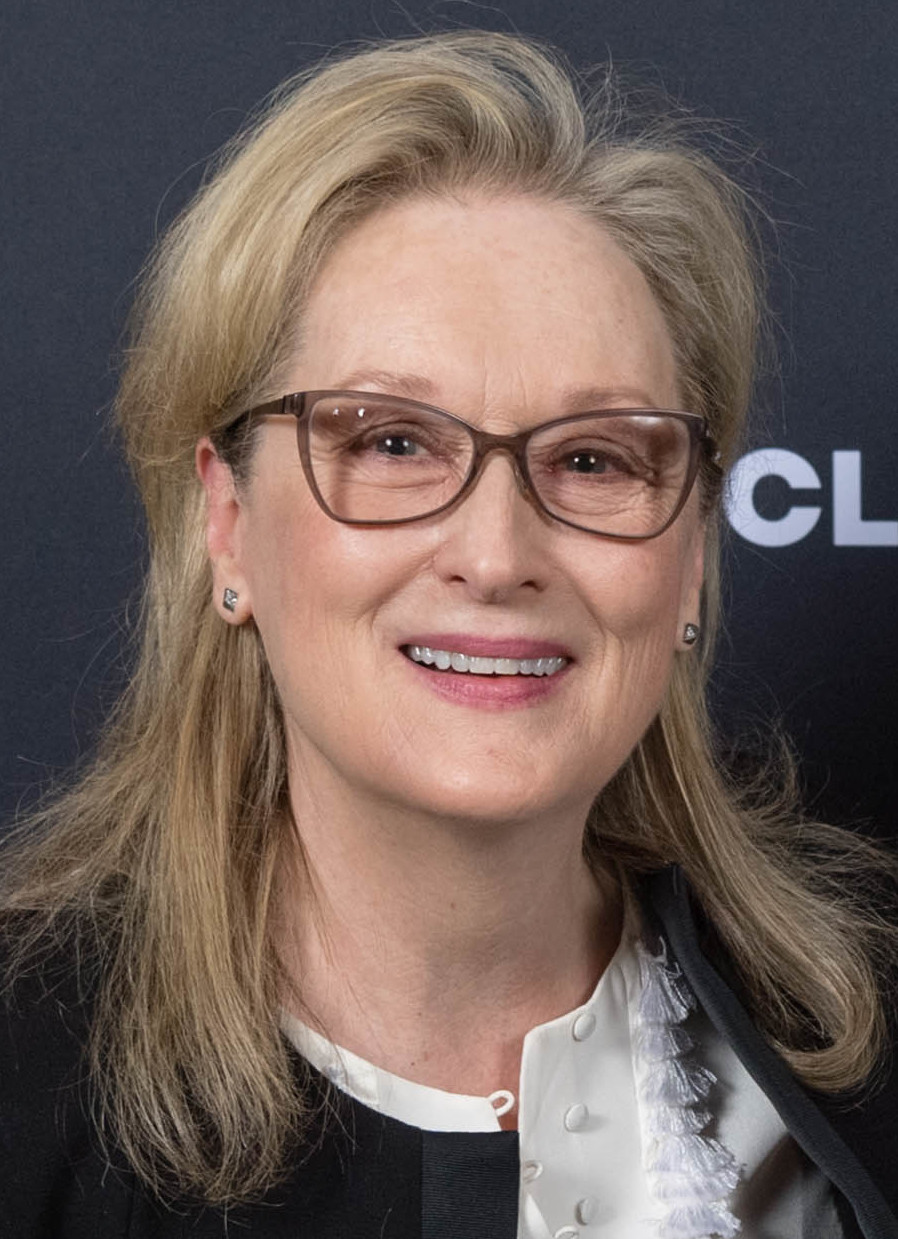
Meryl Streep, vítězka v kategorii nejlepší ženský herecký výkon v hlavní roli

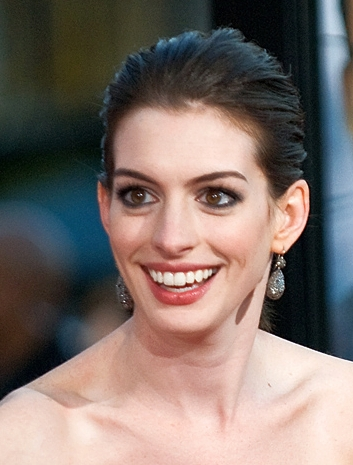
Anne Hathawayová, vítězka v kategorii nejlepší ženský herecký výkon v hlavní roli

Nominace byly oznámeny 9. prosince 2008. Tučně jsou označeni vítězové.
| Nejlepší film | Nejlepší režisér | Nejlepší herec |
| --- | --- | --- |
| Milionář z chatrče - Temný rytíř - Výměna - Podivuhodný případ Bejamina Buttona - Pochyby - Duel Frost/Nixon - Milk - Predčítač - VAll-I - Wrestler                                                  | Milionář z chatrče – Danny Boyle - Podivuhodný případ Bejamina Buttona – David Fincher - Duel Frost/Nixon – Ron Howard - Temný rytíř – Christopher Nolan - Milk – Gus Van Sant | Sean Penn – Milk - Clint Eastwood – Gran Torino - Richard Jenkins – Nezvaný host - Frank Langella – Duel Frost/Nixon - Brad Pitt – Podivuhodný případ Bejamina Buttona - Mickey Roruke – Wrestler |
| Nejlepší herečka | Nejlepší herec ve vedlejší roli | Nejlepší herečka ve vedlejší roli |
| Anne Hathawayová – Rachel se vdává - Meryl Streepová – Pochyby - Kate Beckinsale – Nic než pravda - Angelina Jolie – Výměna - Melissa Leo – Zamrzlá řeka                                             | Heath Ledger – Temný rytíř - Josh Brolin – Milk - Robert Downey Jr. – Tropická bouře - Philip Seymour Hoffman – Pochyby - James Franco – Milk | Kate Winsletová – Předčítač - Penélope Cruz – Vicky Cristina Barcelona - Viola Davis – Pochyby - Vera Farmiga – Nic než pravda - Taraji P. Henson – Podivuhodný případ Bejamina Buttona - Marisa Tomei – Wrestler                                                                                          |
| Nejlepší mladý herec/herečka | Nejlepší filmové obsazení | Nejlepší scénář |
| Dev Patel – Milionář z chatrče - Dakota Fanningová – Tajný život včel - David Kross – Předčítač - Brandon Walters – Austrálie                                                                        | Milk - Podivuhodný případ Benjamina Buttona - Temný rytíř - Pochyby - Rachel se vdává | Milionář z chatrče – Simon Beaufoy - Podivuhodný případ Bejamina Buttona – Eric Roth a Robin Swicord - Pochyby – John Patrick Shanley - Duel Frost/Nixon – Peter Hare - Milk – Dustin Lance Black |
| Nejlepší animovaný film | Nejlepší akční film | Nejlepší televizní film |
| VALL-I - Bolt – pes pro každý případ - Kung Fu Panda - Madagaskar 2: Útěk do Afriky - Valčík s Bašírem                                                                                               | Temný rytíř - Indiana Jones a Království křišťálové lebky - Iron Man - Quantum of Solace - Wanted | John Adams - Nové sčítání hlasů - Coco Chanel |
| Nejlepší filmová komedie | Nejlepší dokument | Nejlepší cizojazyčný film |
| Tropická bouře - Po přečtení spalte - Kopačky - Velcí bratři - Vicky Cristina Barcelona | Muž na laně - Světová krize: Co nás čeká? - Roman Polanski: Pravdivý příběh - Standard Operating Procedure - Mladí srdcem | Valčík s Bašírem (Izrael) - Vánoční příběh (Francie) - Gomora (Itálie) - Tak dlouho tě miluji (Francie) - Ať vejde ten pravý (Švédsko) - Mongol - Čingischán (Kazachstán) |
| Nejlepší skladatel | Nejlepší písnička | Nejlepší písnička |
| Milionář z chatrče – Allah Rakkha Rahman - Podivuhodný případ Bejamina Buttona – Alexandre Desplat - Výměna – Clint Eastwood - Milk – Danny Elfman - Temný rytíř – James Newton Howard a Hans Zimmer | „The Wrestler“ – Bruce Springsteen – Wrestler - „Another Way to Die“ – Alicia Keys a Jack White – Quantum of Solace - „Down to Earth“ – Peter Gabriel – VALL-I - „I Thought I Lost You“ – Miley Cyrusová a John Travolta – Bolt – pes pro každý případ - „Jai Ho!“ – Sukhwinder Singh – Milionář z chatrče | „The Wrestler“ – Bruce Springsteen – Wrestler - „Another Way to Die“ – Alicia Keys a Jack White – Quantum of Solace - „Down to Earth“ – Peter Gabriel – VALL-I - „I Thought I Lost You“ – Miley Cyrusová a John Travolta – Bolt – pes pro každý případ - „Jai Ho!“ – Sukhwinder Singh – Milionář z chatrče |